# Patti Smith/Diskografie
Diese Diskografie ist eine Übersicht über die musikalischen Werke der US-amerikanischen Punk- und Rockmusikerin, sowie Songwriterin Patti Smith und ihrer Patti Smith Group. Sie schaffte es seit ihrem Karrierebeginn 1974 über mehr als drei Jahrzehnte Alben und Singles weltweit in den Charts zu platzieren. Ihre erfolgreichste Veröffentlichung ist die von ihr und Bruce Springsteen geschriebene Single Because the Night mit mehr als 580.000 verkauften Einheiten und Chartplatzierungen in zahlreichen weiteren Ländern. Auch in den genrespezifischen Alternative-, Rock- und Mainstream Rock-Charts waren Alben oder Singles vertreten.

## Alben

### Studioalben
| Jahr | Titel Musiklabel                       | Höchstplatzierung, Gesamtwochen, AuszeichnungChartplatzierungen (Jahr, Titel, Musiklabel, Platzierungen, Wochen, Auszeichnungen, Anmerkungen) | Höchstplatzierung, Gesamtwochen, AuszeichnungChartplatzierungen (Jahr, Titel, Musiklabel, Platzierungen, Wochen, Auszeichnungen, Anmerkungen) | Höchstplatzierung, Gesamtwochen, AuszeichnungChartplatzierungen (Jahr, Titel, Musiklabel, Platzierungen, Wochen, Auszeichnungen, Anmerkungen) | Höchstplatzierung, Gesamtwochen, AuszeichnungChartplatzierungen (Jahr, Titel, Musiklabel, Platzierungen, Wochen, Auszeichnungen, Anmerkungen) | Höchstplatzierung, Gesamtwochen, AuszeichnungChartplatzierungen (Jahr, Titel, Musiklabel, Platzierungen, Wochen, Auszeichnungen, Anmerkungen) | Anmerkungen                              |
| Jahr | Titel Musiklabel                       | DE | AT | CH | UK | US | Anmerkungen                              |
| ---- | -------------------------------------- | --- | --- | --- | --- | --- | ---------------------------------------- |
| 1975 | Horses Arista Records (Arista)         | — | — | — | UK— GoldUK | US47 (17 Wo.)US | Erstveröffentlichung: 12. Dezember 1975  |
| 1976 | Radio Ethiopia Arista Records (Arista) | — | — | — | — | — | Erstveröffentlichung: 7. Oktober 1976    |
| 1978 | Easter Arista Records (Arista)         | DE43 (3 Wo.)DE | — | — | UK16 Silber · (14 Wo.)UK | US20 (23 Wo.)US | Erstveröffentlichung: 3. März 1978       |
| 1979 | Wave Arista Records (Arista)           | DE18 (18 Wo.)DE | AT19 (12 Wo.)AT | — | UK41 (6 Wo.)UK | US18 (19 Wo.)US | Erstveröffentlichung: 17. Mai 1979       |
| 1988 | Dream of Life Arista Records (Arista)  | DE30 (9 Wo.)DE | AT26 (2 Wo.)AT | CH9 (6 Wo.)CH | UK70 (1 Wo.)UK | US65 (15 Wo.)US | Erstveröffentlichung: 17. Juni 1988      |
| 1996 | Gone Again Arista Records (BMG)        | DE28 (11 Wo.)DE | AT21 (12 Wo.)AT | CH29 (7 Wo.)CH | UK44 (2 Wo.)UK | US55 (5 Wo.)US | Erstveröffentlichung: 18. Juni 1996      |
| 1997 | Peace and Noise Arista Records (BMG)   | DE99 (1 Wo.)DE | — | — | — | US152 (1 Wo.)US | Erstveröffentlichung: 26. September 1997 |
| 2000 | Gung Ho Arista Records (Arista)        | DE67 (4 Wo.)DE | — | CH94 (1 Wo.)CH | — | US179 (1 Wo.)US | Erstveröffentlichung: 20. März 2000      |
| 2004 | Trampin’ Columbia Records (Sony)       | DE36 (4 Wo.)DE | AT49 (4 Wo.)AT | CH48 (4 Wo.)CH | UK70 (1 Wo.)UK | US123 (1 Wo.)US | Erstveröffentlichung: 26. April 2004     |
| 2007 | Twelve Columbia Records (Sony BMG)     | DE17 (7 Wo.)DE | AT32 (5 Wo.)AT | CH23 (9 Wo.)CH | UK63 (1 Wo.)UK | US60 (3 Wo.)US | Erstveröffentlichung: 13. April 2007     |
| 2012 | Banga Columbia Records (Sony)          | DE19 (8 Wo.)DE | AT23 (5 Wo.)AT | CH12 (9 Wo.)CH | UK47 (2 Wo.)UK | US57 (2 Wo.)US | Erstveröffentlichung: 1. Juni 2012       |

grau schraffiert: keine Chartdaten aus diesem Jahr verfügbar

### Livealben
| Jahr | Titel Musiklabel                                   | Anmerkungen                                                             |
| ---- | -------------------------------------------------- | ----------------------------------------------------------------------- |
| 2004 | Live aux Vieilles Charrues Columbia Records (Sony) | Erstveröffentlichung: 27. November 2004                                 |
| 2008 | The Coral Sea Selbstverlag                         | Erstveröffentlichung: 11. Juli 2008 Lesung mit Musik, mit Kevin Shields |

### Kompilationen
| Jahr | Titel Musiklabel                         | Höchstplatzierung, Gesamtwochen, AuszeichnungChartplatzierungen (Jahr, Titel, Musiklabel, Platzierungen, Wochen, Auszeichnungen, Anmerkungen) | Höchstplatzierung, Gesamtwochen, AuszeichnungChartplatzierungen (Jahr, Titel, Musiklabel, Platzierungen, Wochen, Auszeichnungen, Anmerkungen) | Höchstplatzierung, Gesamtwochen, AuszeichnungChartplatzierungen (Jahr, Titel, Musiklabel, Platzierungen, Wochen, Auszeichnungen, Anmerkungen) | Höchstplatzierung, Gesamtwochen, AuszeichnungChartplatzierungen (Jahr, Titel, Musiklabel, Platzierungen, Wochen, Auszeichnungen, Anmerkungen) | Höchstplatzierung, Gesamtwochen, AuszeichnungChartplatzierungen (Jahr, Titel, Musiklabel, Platzierungen, Wochen, Auszeichnungen, Anmerkungen) | Anmerkungen                          |
| Jahr | Titel Musiklabel                         | DE | AT | CH | UK | US | Anmerkungen                          |
| ---- | ---------------------------------------- | --- | --- | --- | --- | --- | ------------------------------------ |
| 2002 | Land (1975–2002) Arista Records (Arista) | — | AT53 (4 Wo.)AT | CH70 (5 Wo.)CH | UK93 (1 Wo.)UK | — | Erstveröffentlichung: 19. März 2002  |
| 2008 | iTunes Originals Sony BMG (Sony BMG)     | — | — | — | — | — | Erstveröffentlichung: 8. Januar 2008 |
| 2011 | Outside Society Arista Records (Sony)    | — | — | — | — | — | Erstveröffentlichung: 9. Mai 2011    |

### EPs
| Jahr | Titel Musiklabel                 | Anmerkungen                          |
| ---- | -------------------------------- | ------------------------------------ |
| 1978 | Set Free Arista Records (Arista) | Erstveröffentlichung: 4. August 1978 |

## Singles

### Als Leadsängerin
| Jahr | Titel Album                                 | Höchstplatzierung, Gesamtwochen, AuszeichnungChartplatzierungen (Jahr, Titel, Album, Platzierungen, Wochen, Auszeichnungen, Anmerkungen) | Höchstplatzierung, Gesamtwochen, AuszeichnungChartplatzierungen (Jahr, Titel, Album, Platzierungen, Wochen, Auszeichnungen, Anmerkungen) | Höchstplatzierung, Gesamtwochen, AuszeichnungChartplatzierungen (Jahr, Titel, Album, Platzierungen, Wochen, Auszeichnungen, Anmerkungen) | Höchstplatzierung, Gesamtwochen, AuszeichnungChartplatzierungen (Jahr, Titel, Album, Platzierungen, Wochen, Auszeichnungen, Anmerkungen) | Höchstplatzierung, Gesamtwochen, AuszeichnungChartplatzierungen (Jahr, Titel, Album, Platzierungen, Wochen, Auszeichnungen, Anmerkungen) | Anmerkungen                                               |
| Jahr | Titel Album                                 | DE | AT | CH | UK | US | Anmerkungen                                               |
| ---- | ------------------------------------------- | --- | --- | --- | --- | --- | --------------------------------------------------------- |
| 1974 | Hey Joe –                                   | — | — | — | — | — | Erstveröffentlichung: November 1974 B-Seite: Piss Factory |
| 1976 | Gloria Horses                               | — | — | — | — | — | Erstveröffentlichung: 26. Januar 1976                     |
| 1976 | Pissing in a River Radio Ethiopia           | — | — | — | — | — | Erstveröffentlichung: 1976                                |
| 1977 | Ask the Angels Radio Ethiopia               | — | — | — | — | — | Erstveröffentlichung: 21. Januar 1977                     |
| 1977 | Pumping (My Heart) Radio Ethiopia           | — | — | — | — | — | Erstveröffentlichung: 19. Mai 1977                        |
| 1978 | Because the Night Easter                    | — | AT21 (4 Wo.)AT | — | UK5 Gold · (17 Wo.)UK | US13 (18 Wo.)US | Erstveröffentlichung: 3. März 1978                        |
| 1978 | Privilege (Set Me Free) Easter              | — | — | — | UK72 (1 Wo.)UK | — | Erstveröffentlichung: 4. August 1978                      |
| 1979 | Frederick Wave                              | — | — | — | UK63 (3 Wo.)UK | US90 (3 Wo.)US | Erstveröffentlichung: 2. Juni 1979                        |
| 1979 | So You Want to Be a Rock ’n’ Roll Star Wave | — | — | — | — | — | Erstveröffentlichung: 28. September 1979                  |
| 1979 | Dancing Barefoot Wave                       | — | — | — | — | — | Erstveröffentlichung: 5. Oktober 1979                     |
| 1988 | People Have the Power Dream of Life         | — | — | — | UK97 (1 Wo.)UK | — | Erstveröffentlichung: 25. Juni 1988                       |
| 1988 | Looking For You (I Was) Dream of Life       | — | — | — | — | — | Erstveröffentlichung: 1988                                |
| 1996 | Summer Cannibals Gone Again                 | — | — | — | UK82 (2 Wo.)UK | — | Erstveröffentlichung: 1. Juni 1996                        |
| 1996 | April Fool Banga                            | — | — | — | — | — | Erstveröffentlichung: 1. April 2012                       |

### Als Gastsängerin
| Jahr | Titel Album                              | Höchstplatzierung, Gesamtwochen, AuszeichnungChartplatzierungen (Jahr, Titel, Album, Platzierungen, Wochen, Auszeichnungen, Anmerkungen) | Höchstplatzierung, Gesamtwochen, AuszeichnungChartplatzierungen (Jahr, Titel, Album, Platzierungen, Wochen, Auszeichnungen, Anmerkungen) | Höchstplatzierung, Gesamtwochen, AuszeichnungChartplatzierungen (Jahr, Titel, Album, Platzierungen, Wochen, Auszeichnungen, Anmerkungen) | Höchstplatzierung, Gesamtwochen, AuszeichnungChartplatzierungen (Jahr, Titel, Album, Platzierungen, Wochen, Auszeichnungen, Anmerkungen) | Höchstplatzierung, Gesamtwochen, AuszeichnungChartplatzierungen (Jahr, Titel, Album, Platzierungen, Wochen, Auszeichnungen, Anmerkungen) | Anmerkungen                                                    |
| Jahr | Titel Album                              | DE | AT | CH | UK | US | Anmerkungen                                                    |
| ---- | ---------------------------------------- | --- | --- | --- | --- | --- | -------------------------------------------------------------- |
| 1996 | E-Bow the Letter New Adventures in Hi-Fi | DE65 (7 Wo.)DE | AT27 (5 Wo.)AT | CH22 (1 Wo.)CH | UK4 (6 Wo.)UK | US49 (9 Wo.)US | Erstveröffentlichung: 27. August 1996 R.E.M. feat. Patti Smith |

## Videoalben und Musikvideos

### Videoalben
| Jahr | Titel                 | Höchstplatzierung, Gesamtwochen, AuszeichnungChartplatzierungen (Jahr, Titel, Platzierungen, Wochen, Auszeichnungen, Anmerkungen) | Höchstplatzierung, Gesamtwochen, AuszeichnungChartplatzierungen (Jahr, Titel, Platzierungen, Wochen, Auszeichnungen, Anmerkungen) | Höchstplatzierung, Gesamtwochen, AuszeichnungChartplatzierungen (Jahr, Titel, Platzierungen, Wochen, Auszeichnungen, Anmerkungen) | Höchstplatzierung, Gesamtwochen, AuszeichnungChartplatzierungen (Jahr, Titel, Platzierungen, Wochen, Auszeichnungen, Anmerkungen) | Höchstplatzierung, Gesamtwochen, AuszeichnungChartplatzierungen (Jahr, Titel, Platzierungen, Wochen, Auszeichnungen, Anmerkungen) | Anmerkungen                |
| Jahr | Titel                 | DE | AT | CH | UK | US | Anmerkungen                |
| ---- | --------------------- | --- | --- | --- | --- | --- | -------------------------- |
| 2007 | Dream of Life         | — | — | — | UK7 (5 Wo.)UK | — | Erstveröffentlichung: 2007 |
| 2012 | Live at Montreux 2005 | — | — | — | — | — | Erstveröffentlichung: 2007 |

### Musikvideos
- 1978: Rock N Roll Nigger
- 1988: People Have the Power
- 1988: Looking for You (I Was)
- 1996: Summer Cannibals
- 1996: E-Bow the Letter
- 2007: Smells Like Teen Spirit
- 2007: Pastime Paradise

## Boxsets
| Jahr | Titel Musiklabel                                     | Anmerkungen                |
| ---- | ---------------------------------------------------- | -------------------------- |
| 1996 | The Patti Smith Masters Arista Records (Arista)      | Erstveröffentlichung: 1996 |
| 2011 | The Arista Years 1975/2000 Legacy Records (Sony BMG) | Erstveröffentlichung: 2011 |

## Promoveröffentlichungen

### EPs
| Jahr | Titel Musiklabel                         | Anmerkungen                      |
| ---- | ---------------------------------------- | -------------------------------- |
| 2007 | Four from Twelve Columbia Records (Sony) | Erstveröffentlichung: 2007       |
| 2007 | Two More Columbia Records (Sony)         | Erstveröffentlichung: April 2007 |

### Promosingles
- 1988: Up There Down There
- 1996: Gone Again
- 1997: 1959
- 2000: Glitter in Their Eyes
- 2002: Higher Learning
- 2002: When Doves Cry
- 2003: Mother Rose
- 2004: Jubilee

## Sonderveröffentlichungen

### Beiträge für Soundtracks
| Jahr | Titel                                    | Film                                  |
| ---- | ---------------------------------------- | ------------------------------------- |
| 1991 | It Takes Time (feat. Fred „Sonic“ Smith) | Bis ans Ende der Welt                 |
| 1994 | Rock N Roll Nigger (Flood Remix)         | Natural Born Killers                  |
| 1995 | Walkin Blind                             | Dead Man Walking – Sein letzter Gang  |
| 2013 | Capitol Letter                           | Die Tribute von Panem – Catching Fire |
| 2014 | Mercy Is (feat. Kronos Quartet)          | Noah                                  |

### Boxsets
| Jahr | Titel Musiklabel                                  | Anmerkungen                                                       |
| ---- | ------------------------------------------------- | ----------------------------------------------------------------- |
| 2008 | Original Album Classics Legacy Records (Sony BMG) | Erstveröffentlichung: 2008 Teil der Reihe Original Album Classics |
| 2010 | Original Album Classics Legacy Records (Sony BMG) | Erstveröffentlichung: 2010 Teil der Reihe Original Album Classics |
| 2012 | Horses / Easter Sony Music                        | Erstveröffentlichung: 2012 Teil der Reihe Two Original Albums     |
| 2013 | Twelve / Banga Sony Music                         | Erstveröffentlichung: 2013 Teil der Reihe Two Original Albums     |

## Statistik

### Chartauswertung
|                     | DE    | AT    | CH    | UK    | US     |
| ------------------- | ----- | ----- | ----- | ----- | ------ |
| Nummer-eins-Alben   | DE—DE | AT—AT | CH—CH | UK—UK | US—US  |
| Top-10-Alben        | DE—DE | AT—AT | CH1CH | UK—UK | US—US  |
| Alben in den Charts | DE9DE | AT7AT | CH7CH | UK8UK | US10US |

|                       | DE    | AT    | CH    | UK    | US    |
| --------------------- | ----- | ----- | ----- | ----- | ----- |
| Nummer-eins-Singles   | DE—DE | AT—AT | CH—CH | UK—UK | US—US |
| Top-10-Singles        | DE—DE | AT—AT | CH—CH | UK2UK | US—US |
| Singles in den Charts | DE1DE | AT2AT | CH1CH | UK6UK | US3US |

|                          | DE    | AT    | CH    | UK    | US    |
| ------------------------ | ----- | ----- | ----- | ----- | ----- |
| Nummer-eins-Videoalben   | DE—DE | AT—AT | CH—CH | UK—UK | US—US |
| Top-10-Videoalben        | DE—DE | AT—AT | CH—CH | UK1UK | US—US |
| Videoalben in den Charts | DE—DE | AT—AT | CH—CH | UK1UK | US—US |

### Auszeichnungen für Musikverkäufe
| Goldene Schallplatte - Australien - 2017: für das Album Horses - Frankreich - 1980: für das Album Easter - 1980: für das Album Wave - Spanien - 2024: für die Single Because The Night | Platin-Schallplatte - Italien - 2024: für die Single Because The Night |

Anmerkung: Auszeichnungen in Ländern aus den Charttabellen bzw. Chartboxen sind in ebendiesen zu finden.
| Land/RegionAuszeichnungen für Musikverkäufe (Land/Region, Auszeichnungen, Verkäufe, Quellen) | Silber  | Gold     | Platin  | Verkäufe | Quellen             |
| -------------------------------------------------------------------------------------------- | ------- | -------- | ------- | -------- | ------------------- |
| Australien (ARIA)                                                                            | —       | Gold1    | —       | 35.000   | aria.com.au         |
| Frankreich (SNEP)                                                                            | —       | 2× Gold2 | —       | 200.000  | infodisc.fr         |
| Italien (FIMI)                                                                               | —       | —        | Platin1 | 100.000  | fimi.it             |
| Spanien (Promusicae)                                                                         | —       | Gold1    | —       | 30.000   | elportaldemusica.es |
| Vereinigtes Königreich (BPI)                                                                 | Silber1 | 2× Gold2 | —       | 610.000  | bpi.co.uk           |
| Insgesamt                                                                                    | Silber1 | 6× Gold6 | Platin1 |          |                     |